# Антопільська селищна рада
Антопільська селищна́ ра́да (біл. Антопальскі пассавет) — адміністративно-територіальна одиниця у складі Дорогичинського району Берестейської області Білорусі. Адміністративний центр — смт Антопіль.

## Історія
17 вересня 2013 року до складу Антопільської сільської ради включені населені пункти та території ліквідованих Дітковицької (села Бобки, Буди, Дітковичі, Дубова, Залісся, Коти, Лави, Меневеж, Нова Темра, Рашин, Рожок) та Головчицької (села Галик, Новосілки, Осиповичі, Хомичиці, Ямник) сільських рад.

## Склад ради
Населені пункти, що підпорядковувалися селищній раді:
| Населений пункт | Тип  | Населення, осіб (2009) |
| --------------- | ---- | ---------------------- |
| Бобки           | село | 6                      |
| Буди            | село | 29                     |
| Вулька          | село | 70                     |
| Галик           | село | 6                      |
| Гориці          | село | 143                    |
| Губерня         | село | 520                    |
| Дітковичі       | село | 543                    |
| Дубова          | село | 73                     |
| Залісся         | село | 31                     |
| Коти            | село | 30                     |
| Лави            | село | 4                      |
| Меневеж         | село | 52                     |
| Нова Темра      | село | 14                     |
| Новосілки       | село | 99                     |
| Осиповичі       | село | 363                    |
| Первомайськ     | село | 209                    |
| Подлісся        | село | 72                     |
| Рашин           | село | 38                     |
| Рожок           | село | 53                     |
| Свекличі        | село | 120                    |
| Татарновичі     | село | 49                     |
| Хомичиці        | село | 43                     |
| Ямник           | село | 7                      |

## Населення
За переписом населення Білорусі 2009 року чисельність населення селищної ради становила 1183 особи.

### Національність
Розподіл населення за рідною національністю за даними перепису 2009 року:
| Національність | Осіб | Відсоток |
| -------------- | ---- | -------- |
| білоруси       | 1113 | 94,08 %  |
| українці       | 32   | 2,70 %   |
| росіяни        | 26   | 2,20 %   |
| вірмени        | 11   | 0,93 %   |
| німці          | 1    | 0,08 %   |
| Разом          | 1183 | 100 %    |